# Campionat del Món de Trial indoor 2004
|  | Per al campionat del món a l'aire lliure d'aquell any, vegeu Campionat del Món de Trial 2004 |

La temporada de 2004 del Campionat del Món de Trial indoor fou la 12a edició d'aquest campionat, organitzat per la FIM. El calendari oficial constava de 12 proves puntuables, celebrades entre el 29 de novembre de 2003 i el 20 de març de 2004. Una de les proves destacades va ser el Trial Indoor de Barcelona, disputat l'u de febrer.
Adam Raga va guanyar el segon dels seus quatre títols mundials indoor consecutius. Raga va obtenir set victòries en les dotze proves puntuables i va superar àmpliament el subcampió, Takahisa Fujinami (que assolí així el seu millor resultat al campionat) i Dougie Lampkin, tercer classificat.

## Sistema de puntuació
L'any 2004 entrà en vigor un nou sistema de puntuació en què obtenien punts els 8 primers classificats de cada prova (en comptes dels 10 primers com fins aleshores), repartits d'acord amb el següent barem:
| Posició | 1  | 2 | 3 | 4 | 5 | 6 | 7 | 8 |
| Punts   | 10 | 8 | 6 | 5 | 4 | 3 | 2 | 1 |

## Calendari
| Ronda | Data           | Any  | Prova         | Lloc            | Guanyador         |
| ----- | -------------- | ---- | ------------- | --------------- | ----------------- |
| 1     | 29 de novembre | 2003 | Itàlia        | Monza           | Dougie Lampkin    |
| 2     | 5 de desembre  | 2003 | Hong Kong     | Hong Kong       | Adam Raga         |
| 3     | 3 de gener     | 2004 | Gran Bretanya | Sheffield       | Dougie Lampkin    |
| 4     | 10 de gener    | 2004 | Alemanya      | Coblença        | Takahisa Fujinami |
| 5     | 24 de gener    | 2004 | França        | Marsella        | Adam Raga         |
| 6     | 1 de febrer    | 2004 | Espanya       | Barcelona       | Adam Raga         |
| 7     | 14 de febrer   | 2004 | Itàlia        | Pesaro          | Adam Raga         |
| 8     | 21 de febrer   | 2004 | Portugal      | Lisboa          | Adam Raga         |
| 9     | 28 de febrer   | 2004 | Rússia        | Sant Petersburg | Cancel·lada       |
| 10    | 13 de març     | 2004 | Espanya       | Granada         | Adam Raga         |
| 11    | 19 de març     | 2004 | França        | Niça            | Adam Raga         |
| 12    | 20 de març     | 2004 | Alemanya      | Riesa           | Albert Cabestany  |

## Classificació final
| Posició | Pilot               | Motocicleta | Punts |
| ------- | ------------------- | ----------- | ----- |
| 1       | Adam Raga           | Gas Gas     | 102   |
| 2       | Takahisa Fujinami   | Honda       | 71    |
| 3       | Dougie Lampkin      | Montesa     | 68    |
| 4       | Albert Cabestany    | Beta        | 61    |
| 5       | Marc Freixa         | Montesa     | 52    |
| 6       | Graham Jarvis       | Sherco      | 42    |
| 7       | Carsten Stranghöner | Sherco      | 3     |
| 8       | Tadeusz Blazusiak   | Gas Gas     | 3     |
| 9       | Jérôme Bethune      | Gas Gas     | 2     |
| 10      | Shaun Morris        | Gas Gas     | 2     |